# Fukagawa

Fukagawa (深川市 Fukagawa-shi?) este un municipiu din Japonia, prefectura Hokkaidō.